# Jardan
Jardan (en serbe cyrillique : Јардан) est un village de Bosnie-Herzégovine. Il est situé dans la municipalité de Zvornik et dans la république serbe de Bosnie. Selon les premiers résultats du recensement bosnien de 2013, il compte 628 habitants.

## Démographie

### Évolution historique de la population dans la localité
| 1948 | 1953 | 1961 | 1971 | 1981 | 1991  | 2013 |
| ---- | ---- | ---- | ---- | ---- | ----- | ---- |
| -    | -    | 959  | 993  | 577  | 1 532 | 628  |

|  |

### Communauté locale
En 1991, la communauté locale de Jardan comptait 2 502 habitants, répartis de la manière suivante :